# Аркејдија Лејкс (Јужна Каролина)
Аркејдија Лејкс (енгл. Arcadia Lakes) град је у америчкој савезној држави Јужна Каролина.

## Демографија
По попису из 2010. године број становника је 861, што је 21 (-2,4%) становника мање него 2000. године.
| Група             | 2000.       | 2010.       |
| Белци             | 833 (94,4%) | 769 (89,3%) |
| Афроамериканци    | 32 (3,6%)   | 42 (4,9%)   |
| Азијати           | 7 (0,8%)    | 30 (3,5%)   |
| Хиспаноамериканци | 7 (0,8%)    | 16 (1,9%)   |
| Укупно            | 882         | 861         |